# Камкар, Сами
Сами Камкар (англ. Samy Kamkar; 10 декабря 1985)
— американский исследователь инфобезопасности, хакер, разоблачитель и предприниматель. В 16 лет Камкар бросил учёбу в школе
и через год принял участие в создании компании Fonality, предлагающей решения VoIP на основе программного обеспечения с открытым исходным кодом, которая должна была привлечь более 46 млн. долларов частного финансирования.
Сами Камкар известен созданием и распространением в 2005 г. в MySpace червя Samy,
который за сутки стал самым быстрым вирусом всех времён и привёл к его аресту секретной службой США в соответствии с патриотическим актом.
Он также известен различными проектами, демонстрирующими уязвимость, такими как SkyJack, — пользовательским дроном для управления другими дронами Parrot,
и Evercookie, упомянутым в одном из секретных документов Агентства национальной безопасности,
раскрытых Эдвардом Сноуденом и передовицей The New York Times.
Сами Камкар стоит за несколькими открытиями, касающимися незаконного сбора данных с использованием операционных систем iOS, Android и Windows Phone. Его исследования в этой области привели к серии коллективных исков и слушаниям по защите частной жизни на Капитолийском холме.

## Работа

### Samy (компьютерный червь)
В 2005 г. Камкар запустил на MySpace червя Samy, первый публичный XSS-скрипт, способный к самораспространению.
Червь отображал сообщение «но, прежде всего, Сами — мой герой» в профиле жертвы и заставлял автоматически отправить запрос в друзья Камкару. Когда пользователь просматривал этот профиль, вирус передавался. Всего за 20 часов его действия
4 октября 2005 г. более миллиона пользователей были поражены, что сделало Samy самым быстрораспространяющимся вирусом.
Команда MySpace временно закрыла портал, чтобы устранить возможность работать червю.
Из за этого проступка до Камкара в 2006 г. добрались спецслужбы США и оперативная группа по борьбе с электронными преступлениями. После того, как ему предложили согласовать приговор, позволяющий ему избежать тюрьмы в обмен на штраф в размере 20 000 долларов, три года условно и 720 часов общественных работ, Камкар признал себя виновным по обвинению во взломе в Верховном суде Лос-Анджелеса.
Во время отбывания наказания Камкару было разрешено держать один компьютер без сети, но запрещено выходить в Интернет.
С 2008 г. Камкар проводит независимые исследования и консультирует по вопросам ИТ-безопасности и конфиденциальности.

### Выдающиеся работы
После окончания своего наказания в 2008 г. Камкар занялся научными исследованиями и продемонстрировал уязвимость Visa, MasterCard и Europay кредитных карт, оснащенных ближней связью (NFC) и радио-идентификационными чипами (RFID).
Он опубликовал программное обеспечение, свидетельствующее о возможности кражи информации (имя владельца, номер и срок действия кредитной карты) — и все это без прямого контакта.
Камкар также опубликовал демонстрации кражи личных данных карт контроля физического доступа с использованием RFID, устройством размером с кредитную карту, тем самым устраняя необходимость входа в систему на компьютере.
В 2010 г. Камкар побывал в более чем 12 странах, чтобы рассказать о своих исследованиях в области безопасности мобильных устройств и о слабостях, обнаруженных им в ходе криптоанализа языка программирования PHP,
в том числе выступая на крупнейших конвенциях этой области, таких как DEF CON, Black Hat брифинги и ToorCon.
В конце 2010 г. Камкар посетил Братиславу участвуя в Faraday Hack Day, чтобы обличить коррупцию словацкого правительства.
В начале 2011 г. Камкар вошел в совет директоров некоммерческой организации Brave New Software,
первоначально финансируемой за счет многомиллионного гранта Государственного департамента США.
Организация отвечает за создание uProxy Вашингтонским университетом и Google Ideas. Ассоциация также создала Lantern — сеть предназначенную для обхода цензуры в Интернете, предотвращения блокировки цифровой информации и подавления свободы слова.
Помимо выпуска Evercookie, как бесплатного программного обеспечения с открытым исходным кодом, и разоблачения незаконного сбора данных, проводимого Apple, Google и Microsoft
в 2011 г., Камкар также раскрыл методы преследования пользователей KISSmetrics и Hulu. Идентификационные файлы cookie, используемые предприятиями, были воссоздаваемы сразу после удаления с помощью файлов локального хранилища Flash и HTML5,
которые не удалялись автоматически, когда потребители удаляли файлы cookie своего браузера. Несколько компаний, которые были уличены как осуществляющие повторное использование файлов cookie, впоследствии были поданы в суд юристами по коллективным искам. В январе 2013 г. рекламная сеть в Интернете KISSmetrics урегулировала иск, связанный с восстановлением файлов cookie, на сумму 500 000 долларов.

### Ошибка в PHP
В начале 2010 г. Камкар обнаружил серьёзную ошибку во всех версиях языка программирования PHP, в частности в генераторе псевдослучайных чисел, что позволило украсть идентификатор сеанса пользователя и таким образом получить контроль над его сессией.
Камкар выпустил патч,
а затем продемонстрировал, что атака возможна в крупных банках, социальных сетях и форумах.

### Evercookie
В 2010 г. Камкар представил Evercookie — файл cookie, который «не может быть удален», что впоследствии было описано на первой странице New York Times.
В 2013 г. было обнаружено, что в одном из сверхсекретных документов АНБ, оглашенных Эдвардом Сноуденом, Evercookie упоминается как метод отслеживания пользователей Tor.

### Мобильная слежка
В 2011 г. Камкар обнаружил, что мобильные телефоны под управлением iOS, Android и Windows Phone постоянно отправляют информацию в Apple, Google и Microsoft, чтобы сопоставить координаты GPS с MAC-адресами маршрутизаторов Wi-Fi. Его исследования по этому вопросу опубликованы в нескольких статьях на первой странице Wall Street Journal.
IPhone продолжал отправлять данные о местоположении «даже если службы определения местоположения были отключены».
Windows Phone также продолжал отправлять данные о местоположении «даже если пользователь не дал приложению разрешение на это». Он обнаружил, что некоторые из этих данных стали доступны в Google, и выпустил Androidmap — инструмент, позволяющий раскрыть базу данных Google с MAC адресами Wi-Fi, сопоставимыми с физическими координатами телефонов Android.

### Parrot AR Drone
В 2013 г. Камкар создал SkyJack — проект с открытым исходным кодом, направленный на создание дронов, способных «удаленно искать, взламывать и управлять другими дронами Parrot, создавая таким образом армию дронов-зомби».
Полная спецификация аппаратного и программного обеспечения была опубликована и подробно описана на его веб-сайте
через день после того, как Amazon объявила о своем будущем сервисе доставки дронов Amazon Prime Air.

### Исследование автомобильной безопасности
30 июля 2015 г. Камкар представил OwnStar — небольшое устройство, которое можно спрятать возле автомобиля General Motors и так встать между системой связи OnStar автомобиля и программой RemoteLink на телефоне его владельца. Эта атака «человек посередине» позволяет любому неавторизованному пользователю использовать элементы управления OnStar для обнаружения, разблокировки или запуска автомобиля. 11 августа General Motors обновил сервер OnStar и приложение RemoteLink, чтобы предотвратить эти атаки.
Сообщается, что в 2015 г. Камкар разработал недорогое электронное устройство размером с кошелек, способное захватывать удаленный код разблокировки дверей автомобиля для последующего использования. Устройство издает сигнал глушения, чтобы блокировать его прием автомобилем во время записи. После двух попыток пользователя устройство сохраняет код и передает его транспортному средству только после получения второй попытки, сохраняя дополнительный код для использования в будущем. По словам Камкара, эта уязвимость была известна в течение многих лет и затрагивала многие типы транспортных средств,
но до него демонстрации не проводились.

### Устройство эмуляции магнитной полосы и кредитной карты
24 ноября 2015 г. Сами Камкар издал MagSpoof — портативное устройство, которое может беспроводным способом имитировать любую магнитную полосу или кредитную карту, даже на стандартных считывателях, путем создания сильного электромагнитного поля.
Сам по себе MagSpoof можно использовать как традиционную кредитную карту и хранить несколько карт (также технически возможно отключить требования к чипу с помощью модификации). Устройство может быть полезно в исследованиях безопасности, связанных с считыванием магнитных полос, таких как устройства чтения кредитных карт, ключи от номеров в отелях, парковочные талоны и т. д.

### Перехват интернет-трафика
16 ноября 2016 г. Сами Камкар выпустил PoisonTap
— USB адаптер Ethernet, который может перехватывать весь интернет-трафик с целевой машины, даже защищенный паролем и заблокированный. Таким образом целевое устройство может быть вынуждено отправить запрос, содержащий файлы cookie своего пользователя, на незащищенный сайт, что позволяет хакеру присвоить его личность.
2 мая 2022 г. подозреваемый северокорейский шпион завербовал 38-летнего руководителя южнокорейской криптовалютной биржи и 29-летнего военного офицера для взлома Корейской объединённой системы управления и контроля (KJCCS) используя PoisonTap.